# Pilibhit (dystrykt)
Pilibhit (dystrykt) – dystrykt w stanie Uttar Pradesh w Indiach. Stolicą jest miasto Pilibhit.